# Cratere Kurkyl
Kurkyl è un cratere sulla superficie di Rea.